# Округ Оливер (Северна Дакота)
Округ Оливер (енгл. Oliver County) је округ у америчкој савезној држави Северна Дакота.

## Демографија
По попису из 2010. године број становника је 1.846, што је 219 (-10,6%) становника мање него 2000. године.
| Група             | 2000.         | 2010.         |
| Белци             | 2.005 (97,1%) | 1.782 (96,5%) |
| Афроамериканци    | 3 (0,1%)      | 3 (0,2%)      |
| Азијати           | 2 (0,1%)      | 4 (0,2%)      |
| Хиспаноамериканци | 13 (0,6%)     | 19 (1,0%)     |
| Укупно            | 2.065         | 1.846         |